# Giovanni da Parma
Giovanni da Parma, al secolo Giovanni Buralli (Parma, 5 marzo 1208 – Camerino, 19 marzo 1289), è stato un religioso italiano.
Fu Ministro generale dell'Ordine francescano dal 1247 al 1257.

## Biografia
Dopo essere entrato nell'Ordine francescano, viene ordinato prete. In seguito insegna teologia all'Università di Bologna, poi a quella di Napoli. Assiste in qualità di esperto al Primo concilio di Lione, nel 1245. Al capitolo generale del suo ordine, tenuto nel 1247 a Lione, viene eletto ministro generale.
Il suo primo impegno è quello di visitare le diverse province dell'ordine. In Inghilterra, è ricevuto da Edoardo III e in Francia da Luigi IX, che assiste anche al capitolo generale di Sens. Nel 1249, Giovanni convoca un capitolo generale a Metz, in cui pubblica dei nuovi statuti, cercando di riappacificare la polemica tra i frati più rigoristi (assertori della necessità di una povertà assoluta per l'ordine, come era stata affermata da Francesco d'Assisi) e la cosiddetta "Comunità" (la maggioranza dei frati, che invece difendevano una certa evoluzione nell'ordine). In quegli stessi anni gli ordini mendicanti subiscono gli strali dell'Università di Parigi. Giovanni lavora allora con Umberto di Romans, maestro generale dei Domenicani, a una migliore collaborazione tra i due ordini.
Nel 1256, Gerardino da Borgo San Donnino, che era stato inviato a studiare a Parigi proprio da parte del suo amico Giovanni da Parma, viene denunciato dai teologi secolari della Sorbona e condannato dal papa Alessandro IV per il cosiddetto "scandalo del Vangelo eterno", che prende il nome dal titolo che Gerardino aveva scelto per una edizione da lui curata e glossata del Liber de Concordia di Gioacchino da Fiore. Per alcuni mesi Giovanni resiste alle critiche dei nemici dei francescani (era nota anche la sua amicizia con il pio francescano di origine provenzale Ugo di Digne, anch'egli noto come "grande gioachimita"), evidentemente perché godeva dell'appoggio di papa Alessandro, già cardinale protettore dell'ordine francescano.
Nell'inverno del 1257 tuttavia, alcuni francescani convincono il Papa che è ormai necessario operare un'epurazione e un cambiamento radicale all'interno dell'ordine: la posizione di Giovanni è ormai del tutto compromessa, egli deve convocare un capitolo generale a Roma e cedere la sua carica di ministro generale a Bonaventura da Bagnoregio, già professore di teologia proprio alla Sorbona, per ritirarsi a vita eremitica.
Nonostante abbia preso le distanze dalle tesi sostenute da Gerardino, Giovanni continua ad essere accusato di eresia. Il suo processo verrà istruito da Bonaventura stesso e dal cardinale Gian Gaetano Orsini, protettore dell'Ordine nel 1259. Per quanto scagionato dall'accusa di eresia, viene costretto da Bonaventura all'isolamento forzato. Nel 1289 domanda a papa Niccolò IV il permesso di recarsi in Grecia a predicare. Muore lungo il viaggio.
Viene beatificato nel 1777 da Pio VI e viene ricordato il 19 marzo.